# Ambroise Vollard

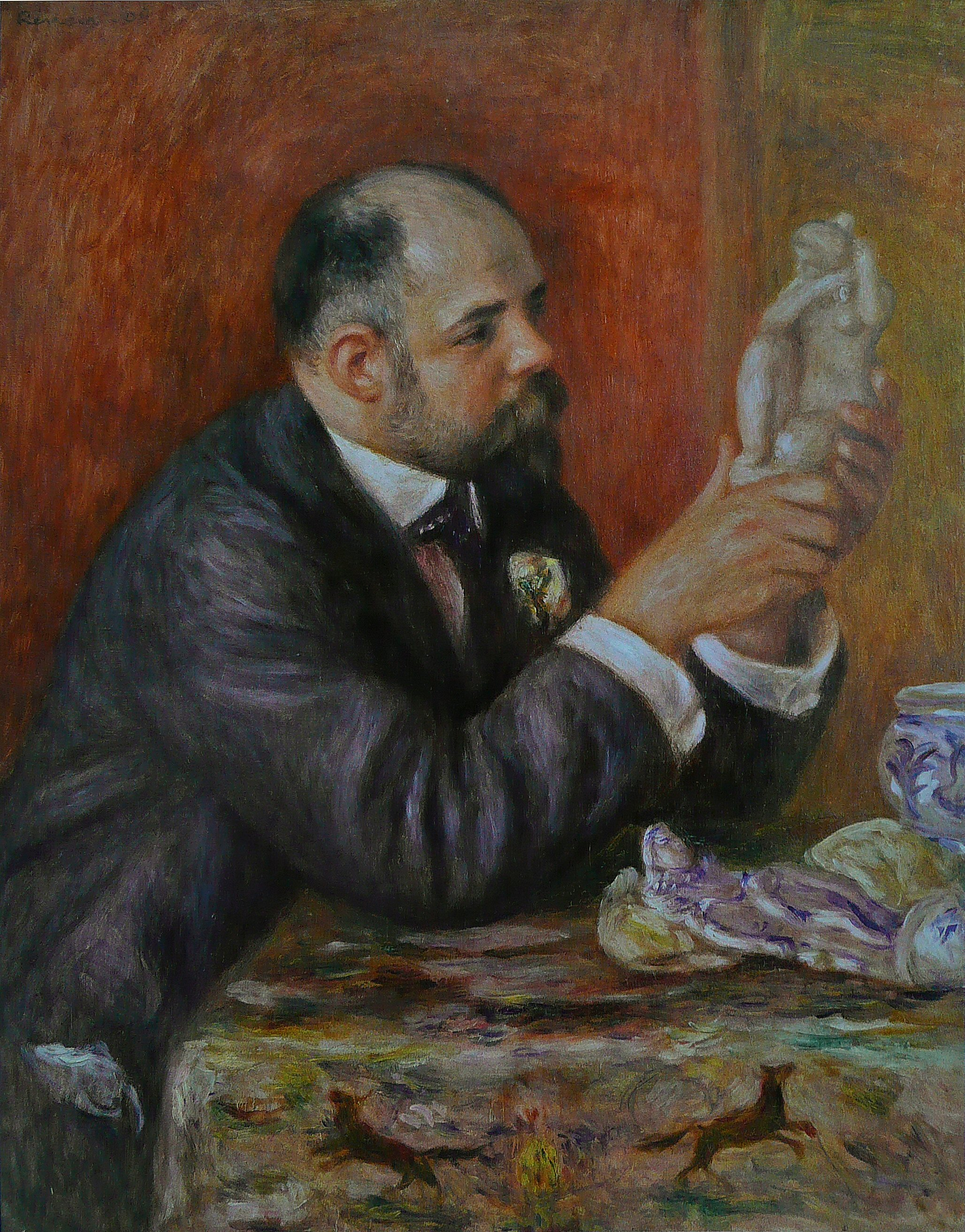
Ambroise Vollard, per Pierre-Auguste Renoir

Ambroise Vollard (Saint-Denis, Illa de la Reunió, França, 3 de juliol del 1868 - Versalles, 22 de juliol del 1939), va ser un marxant de pintura i galerista francès.

## Biografia
Va deixar molt jove la seva illa natal per a estudiar dret a Montpeller i a París. En la capital va desenvolupar una passió per la pintura que el va dur a obrir la seva pròpia galeria d'art el 1890 al carrer Lafitte. Va exposar obres de nombrosos artistes avui qualificats de majors, com Paul Gauguin, Henri Matisse, Paul Cézanne o Pierre-Auguste Renoir. A més va mantenir amb molts d'ells llaços d'amistat.
El 1898, Pierre Bonnard, Ker-Xavier Roussel i Édouard Vuillard van realitzar per petició de Vollard una sèrie de litografies en color. El juny de 1901 va organitzar la primera exposició d'obres de Pablo Picasso. També va ser amic de Maurice de Vlaminck i va contribuir en gran manera al seu reconeixement. Després de conèixer Alfred Jarry es va dedicar a l'escriptura (Ubu colonial) i es va llançar al món editorial per a publicar obres de poetes il·lustrades pels seus pintors favorits. Destaca "Parallèlement", de Paul Verlaine, amb il·lustracions de Bonnard. Va morir en un accident de trànsit. Picasso va donar el seu nom ("Suite Vollard") a una sèrie d'aiguaforts, avui considerada la més important del segle xx.